# Swiss Indoors 1999 - Qualificazioni doppio
Le qualificazioni del doppio allo Swiss Indoors 1999 sono state un torneo di tennis preliminare per accedere alla fase finale della manifestazione. I vincitori dell'ultimo turno sono entrati di diritto nel tabellone principale. In caso di ritiro di uno o più giocatori aventi diritto a questi sono subentrati i lucky loser, ossia i giocatori che hanno perso nell'ultimo turno ma che avevano una classifica più alta rispetto agli altri partecipanti che avevano comunque perso nel turno finale.
Le qualificazioni del doppio del torneo Swiss Indoors 1999 prevedevano 4 coppie partecipanti di cui una è entrata nel tabellone principale.

## Teste di serie
1. Assente

1. Hicham Arazi /  Dominik Hrbatý (Qualificati)

## Qualificati
1. Hicham Arazi  /   Dominik Hrbatý

## Tabellone

### Legenda
| - Q = Qualificato - WC = Wild card - LL = Lucky loser | - ALT = Alternate - SE = Special Exempt - PR = Protected Ranking | - w/o = Walkover - r = Ritirato - d = Squalificato |

|  | Primo turno               | Primo turno                 | Primo turno | Primo turno | Primo turno |  |  | Ultimo turno | Ultimo turno                | Ultimo turno                | Ultimo turno | Ultimo turno |  |
|  |                           |                             |             |             |             |  |  |              |                             |                             |              |              |  |
|  | Martin Damm Robbie Koenig | Martin Damm Robbie Koenig   | 6           | 4           | 6           |  |  |              |                             |                             |              |              |  |
|  | Petr Luxa David Škoch     | Petr Luxa David Škoch       | 2           | 6           | 3           |  |  |              | Martin Damm Robbie Koenig   | Martin Damm Robbie Koenig   | 5            | 3            |  |
|  | 2                         | Hicham Arazi Dominik Hrbatý | 6           | 4           | 7           |  |  | 2            | Hicham Arazi Dominik Hrbatý | Hicham Arazi Dominik Hrbatý | 7            | 6            |  |
|  |                           | Yves Allegro George Bastl   | 2           | 6           | 6           |  |  |              |                             |                             |              |              |  |